# Mistrovství světa v ledním hokeji 1947

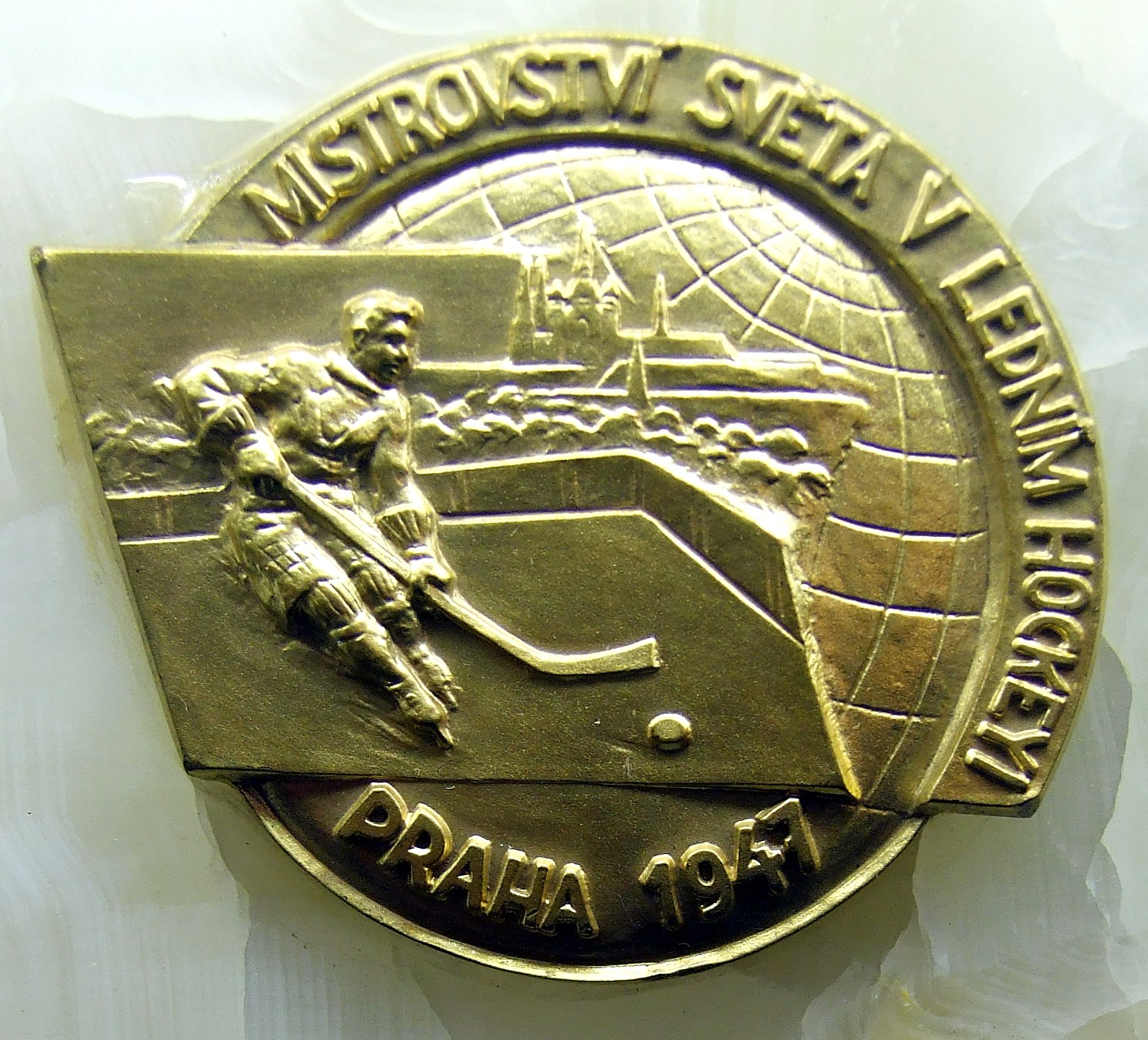
Zlatá medaile pro Mistry světa 1947

14. mistrovství světa a zároveň 25. mistrovství Evropy v ledním hokeji se uskutečnilo ve dnech 15. až 23. února 1947 v Praze v Československu. Jednalo se o první světový a evropský hokejový šampionát po skončení druhé světové války, předchozí se konal v roce 1939 před jejím vypuknutím.
K největším favoritům turnaje patřily při neúčasti Kanady celky Československa a Švédska. V přímém souboji sice Československo podlehlo Švédsku 1:2, ale nakonec se díky senzačnímu vítězství 2:1 Rakouska nad Švédy mohli hokejisté Československa radovat z historicky prvního titulu mistrů světa. Atmosféra tohoto mistrovství světa i medailový zvrat je zachycen v hraném filmu Polibek ze stadionu.
Od tohoto mistrovství světa je hrací doba zápasu 3x20 minut.

## Výsledky a tabulky
| 14. | Mistrovství světa | TCH  | SWE  | AUT  | SUI  | USA  | POL  | ROM  | BEL  | V | R | P | Skóre  | B  |
| 1.  | ČSR               | ***  | 1:2  | 13:5 | 6:1  | 6:1  | 12:0 | 23:1 | 24:0 | 6 | 0 | 1 | 85:10  | 12 |
| 2.  | Švédsko           | 2:1  | ***  | 1:2  | 4:4  | 4:1  | 5:3  | 15:3 | 24:1 | 5 | 1 | 1 | 55:15  | 11 |
| 3.  | Rakousko          | 5:13 | 2:1  | ***  | 0:5  | 6:5  | 10:2 | 12:1 | 14:5 | 5 | 0 | 2 | 49:32  | 10 |
| 4.  | Švýcarsko         | 1:6  | 4:4  | 5:0  | ***  | 3:4  | 9:3  | 13:3 | 12:2 | 4 | 1 | 2 | 47:22  | 9  |
| 5.  | USA               | 1:6  | 1:4  | 5:6  | 4:3  | ***  | 3:2  | 15:3 | 13:2 | 4 | 0 | 3 | 42:26  | 8  |
| 6.  | Polsko            | 0:12 | 3:5  | 2:10 | 3:9  | 2:3  | ***  | 6:0  | 11:1 | 2 | 0 | 5 | 27:40  | 4  |
| 7.  | Rumunsko          | 1:23 | 3:15 | 1:12 | 3:13 | 3:15 | 0:6  | ***  | 6:4  | 1 | 0 | 6 | 17:88  | 2  |
| 8.  | Belgie            | 0:24 | 1:24 | 5:14 | 2:12 | 2:13 | 1:11 | 4:6  | ***  | 0 | 0 | 7 | 15:104 | 0  |

| 25. | Mistrovství Evropy |
| 1.  | ČSR                |
| 2.  | Švédsko            |
| 3.  | Rakousko           |
| 4.  | Švýcarsko          |
| 5.  | Polsko             |
| 6.  | Rumunsko           |
| 7.  | Belgie             |

- Titul mistra Evropy do roku 1970 získalo evropské mužstvo, které se umístilo nejlépe v konečné tabulce MS.

 Rakousko –  Polsko 10:2 (3:1, 2:1, 5:0)
15. února 1947 (15:00) – Praha (Zimní stadion Štvanice)

Branky Rakouska: 10. Oskar Nowak, 11. Walter Feistritzer, 17. Franz Zehetmayer, 28. Oskar Nowak, 33. Franz Zehetmayer, 41. Oskar Nowak, 47. Walter Feistritzer, 50. Walter Feistritzer, 59. Oskar Nowak, 60. Franz Csöngey.

Branky a nahrávky Polska: 7. Hilary Skarzynski (Alfred Gansiniec), 27. Hilary Skarzynski (Andrzej Wolkowski).

Rozhodčí: André Poplimont (BEL), Vojtěch Okoličány (TCH)
Rakousko: Josef Wurm - Franz Csöngey, Egon Engel, Felix Egger, Friedrich Demmer - Walter Feistritzer, Oskar Nowak, Franz Zehetmayer - Rudolf Wurmbrand, Friedrich Walter, Johann Schneider.
Polsko: Henryk Makutynowicz - Mieczyslaw Kasprzycki, Kazimierz Sokolowski, Henryk Bromer, Zygmund Czyzewski - Tomasz Jasinski, Mieczyslaw Palus, Stefan Csorich - Andrzej Wolkowski, Hilary Skarzynski, Alfred Gansiniec.
 Československo –  Rumunsko 23:1 (4:0, 7:1, 12:0)
15. února 1947 (19:00) – Praha (Zimní stadion Štvanice)

Branky a nahrávky Československa: 4. Vladimír Zábrodský, 9. Vladimír Zábrodský, 12. Vladimír Zábrodský, 20. Ladislav Troják (Stanislav Konopásek), 21. Josef Kus, 25. Stanislav Konopásek, 30. Karel Stibor (Josef Trousílek), 32. Vladimír Zábrodský (Miroslav Sláma), 9:1 36. Jaroslav Drobný, 10:1 36. Vilibald Šťovík, 11:1 36. Josef Trousílek, 44. Stanislav Konopásek, 13:1 47. Vladimír Zábrodský, 14:1 47. Vladimír Zábrodský, 48. Jaroslav Drobný (Josef Kus), 16:1 52. Stanislav Konopásek, 17:1 52. Vladimír Zábrodský, 18:1 54. Jaroslav Drobný, 19:1 54. Jaroslav Drobný, 56. Jaroslav Drobný, 21:1 59. Stanislav Konopásek, 22:1 59. Ladislav Troják, 60. Vladimír Zábrodský.

Branky Rumunska: 33. Eduard Pana.

Rozhodčí: Ulrich Lederer (AUT), Jacques Lacarriere (FRA)

Vyloučení: 0:2 (využití 3:0)
ČSR: Bohumil Modrý – František Pácalt, Miroslav Sláma, Josef Trousílek, Vilibald Šťovík – Ladislav Troják, Vladimír Zábrodský, Stanislav Konopásek – Josef Kus, Jaroslav Drobný, Karel Stibor.
Rumunsko: Dorion Dron – Paul Anastaziu, Robert Sadowski, Florin Popescu – Gábor Incze, Lászlo Incze, Eduard Pana – Radu Tanase, Mihai Flamaropol, Hans Dlugos.
 Švédsko –  Švýcarsko 4:4 (2:2, 1:0, 1:2)
15. února 1947 (21:00) – Praha (Zimní stadion Štvanice)

Branky a nahrávky Švédska: 7. Rolf Pettersson (Rolf Eriksson-Hemlin), 22. Rolf Pettersson, 30. Rolf Pettersson, 42. Rolf Eriksson-Hemlin (Lars Ljungman).

Branky a nahrávky Švýcarska: 17. Gebhard Poltera (Ulrich Poltera), 25. Reto Delnon (Othmar Delnon), 47. Hans-Martin Trepp (Heinrich Boller), 53. Gebhard Poltera (Hans-Martin Trepp).

Rozhodčí: Josef Fleischlinger (TCH), Carl Erhardt (GBR)
Švédsko: Arne Johansson - Gunnar Landelius, Rune Johansson - Bror Pettersson, Åke Andersson, Holger Nurmela - Rolf Eriksson-Hemlin, Lars Ljungman, Rolf Pettersson.
Švýcarsko: Hans Bänninger (19. Reto Perl) - Heinrich Boller, Alfred Lack, Emil Handschin, Otto Schübiger - Hans-Martin Trepp, Ulrich Poltera, Gebhard Poltera - Hugo Delnon, Othmar Delnon, Reto Delnon.
 Švédsko –  Belgie 24:1 (8:0, 7:1, 9:0)
16. února 1947 (10:00) – Praha (Zimní stadion Štvanice)

Branky Švédska: 12x Lars Ljungman, 5x Birger Nilsson, 2x Gunnar Landelius, 2x Holger Nurmela, Åke Andersson, Rolf Eriksson-Hemlin, Erik Johansson.

Branky Belgie: Johny Hartog.

Rozhodčí: Peter Müller (SUI), Josef Hermann (TCH)
Švédsko: Arne Johansson - Gunnar Landelius, Åke Andersson, Åke Olsson - Holger Nurmela, Lars Ljungman, Rolf Pettersson - Rolf Eriksson-Hemlin, Erik Johansson, Birger Nilsson - Hans Hjelm.
Belgie: Milo Jan - Pierre van Reysschoot, Jef Lekens, Charel Laurencin, acques Mullenders - Johny Haneveer, Johny Hartog, Georges Hartmeyer - Hubert Anciaux, Raymond Lombard, Jules Dupre.
 Polsko –  Rumunsko 6:0 (2:0, 1:0, 3:0)
16. února 1947 (15:00) – Praha (Zimní stadion Štvanice)

Branky Polska: 9. Stefan Csorich, 15. Mieczyslaw Palus, 27. Andrzej Wolkowski, 48. Stefan Csorich, 52. Stefan Csorich, 53. Hilary Skarzynski.

Branky Rumunska: nikdo

Rozhodčí: Gustav Josek (TCH), Istvan Huvos (HUN)
Polsko: Jan Maciejko (51. Henryk Makutynowicz) - Mieczyslaw Kasprzycki, Kazimierz Sokolowski, Henryk Bromer, Zygmund Czyzewski - Andrzej Wolkowski, Mieczyslaw Palus, Stefan Csorich - Alfred Gansiniec, Hilary Skarzynski, Tomasz Jasinski.
Rumunsko: Dorion Dron – Paul Anastaziu, Robert Sadowski, Florin Popescu, Stefan Tomovici – Gábor Incze, Lászlo Incze, Eduard Pana – Radu Tanase, Ion Racovita, Hans Dlugos - Ferenc Fenke.
 USA –  Švýcarsko 4:3 (0:0, 3:2, 1:1)
16. února 1947 (19:30) – Praha (Zimní stadion Štvanice)

Branky a nahrávky USA: 30. Perley Grant, 36. Bob Verrier, 40. Robert Heavern (Gerry Kilmartin), 58. Gus Galipeau (Hector Rousseau).

Branky a nahrávky Švýcarska: 24. Retto Delnon (Othmar Delnon), 38. Retto Delnon (Othmar Delnon), 46. Ulrich Poltera (Hans-Martin Trepp).

Rozhodčí: Jan Krásl (TCH), Carl Erhardt (GBR)
USA: John Meoli - Gus Galipeau, Norm Walker, Allan Van, James Fletcher - Bob Verrier, Hector Rousseau, Perley Grant - Gerry Kilmartin, Robert Heavern, Ed Cahoon.
Švýcarsko: Reto Perl - Heinrich Boller, Alfred Lack, Emil Handschin, Otto Schübiger - Hans-Martin Trepp, Ulrich Poltera, Gebhard Poltera - Hugo Delnon, Othmar Delnon, Reto Delnon.
 Rakousko –  Belgie 14:5 (2:0, 6:0, 6:5)
17. února 1947 (10:00) – Praha (Zimní stadion Štvanice)

Branky Rakouska: 4. Friedrich Demmer, 17. Franz Zehetmayer,  22. Walter Feistritzer, 27. Friedrich Demmer, 29. Oskar Nowak, 33. Walter Feistritzer, 39. Friedrich Demmer, 40. Walter Feistritzer, 42. Oskar Nowak, 10:1 45. Friedrich Walter (Helfried Winger), 48. Rudolf Wurmbrandt, 12:4 49. Walter Feistritzer (Oskar Nowak), 55. Oskar Nowak, 56. Friedrich Demmer.

Branky Belgie: 9:1 45. Raymond Lombard (Hubert Anciaux), 46. Hubert Anciaux (Percy Lippit), 11:3 49. Leon van Eeckhout, 11:4 49. Johny Haneveer, 53. Pierre van Reysschoot.

Rozhodčí: Jaroslav Dvorský (TCH), Michal Polóny (TCH)
Rakousko: Josef Wurm - Franz Csöngey, Egon Engel, Helfried Winger, Felix Egger - Walter Feistritzer, Oskar Nowak, Friedrich Demmer - Rudolf Wurmbrand, Friedrich Walter, Franz Zehetmayer.
Belgie: Henri Heirman - Pierre van Reysschoot, Jef Lekens, Percy Lippit, Jacques Mullenders - Leon van Eeckhout, Johny Hartog, Johny Haneveer - Hubert Anciaux, Raymond Lombard, Jules Dupre.
 Švýcarsko –  Rumunsko 13:3 (7:0, 0:2, 6:1)
17. února 1947 (15:00) – Praha (Zimní stadion Štvanice)

Branky Švýcarska: 2. Gebhard Poltera, 3. Gebhard Poltera (Hans-Martin Trepp), 5. Pons Verges (Otto Schübiger), 7. Gebhard Poltera (Ulrich Poltera), 8. Hans-Martin Trepp, 9. Ulrich Poltera (Gebhard Poltera), 7:0 Ulrich Poltera, 41. Hans-Martin Trepp (Ulrich Poltera), 42. Hans-Martin Trepp (Ulrich Poltera), 43. Hans-Martin Trepp (Gebhard Poltera), 44. Pons Verges (Reto Delnon), 52. Heinz Hinterkirchen (Otto Schübiger), 57. Ulrich Poltera.

Branky Rumunska: 7:1 Hans Dlugos, 7:2 34. Lászlo Incze (Gábor Incze), 11:3 Gábor Incze (Pane).

Rozhodčí: Gustav Josek (TCH), Josef Hermann (TCH)
Švýcarsko: Reto Perl - Heinrich Boller, Alfred Lack, Emil Handschin, Heinz Hinterkirchen - Hans-Martin Trepp, Ulrich Poltera, Gebhard Poltera - Pons Verges, Otto Schübiger, Reto Delnon.
Rumunsko: Dorion Dron – Florin Popescu, Eduard Pana, Robert Sadowski, Stefan Tomovici - Gábor Incze, Lászlo Incze, Hans Dlugos - Radu Tanase, Ion Racovita, Caetan Amirovici.
 Švédsko –  USA 	4:1 (1:0, 2:0, 1:1)
17. února 1947 (19:30) – Praha (Zimní stadion Štvanice)

Branky a nahrávky Švédska: 6. Lars Ljungman (Rolf Eriksson-Hemlin), 22. Åke Andersson (Rune Johansson), 31. Rolf Eriksson-Hemlin, 57. Lars Ljungman.

Branky USA: 60. Allan Van.

Rozhodčí: Peter Müller (SUI), Josef Fleishlinger (TCH)
Švédsko: Arne Johansson - Gunnar Landelius, Rune Johansson - Bror Pettersson, Åke Andersson, Holger Nurmela - Rolf Eriksson-Hemlin, Lars Ljungman, Rolf Pettersson.
USA: John Meoli - Gus Galipeau, Norm Walker, Allan Van, James Fletcher - Bob Verrier, Hector Rousseau, Perley Grant - Gerry Kilmartin, Robert Heavern, Tom Dugan.
 Československo –  Rakousko 13:5 (2:3, 6:0, 5:2)
18. února 1947 (10:00) – Praha (Zimní stadion Štvanice)

Branky a nahrávky Československa: 4. Vladimír Bouzek, 13. Vladimír Zábrodský (Stanislav Konopásek), 3:3 21. Vladimír Zábrodský (Stanislav Konopásek), 4:3 21. Vladimír Zábrodský, 27. Josef Troušilek, 30. Vladimír Bouzek, 39. Vladimír Zábrodský (Miloslav Pokorný), 40. Stanislav Konopásek, 49. Karel Stibor, 10:5 56. Karel Stibor, 11:5 56. Karel Stibor, 59. Vladimír Zábrodský (Ladislav Trojak), 60. Stanislav Konopásek.

Branky a nahrávky Rakouska: 2. Friedrich Demmer (Walter Feistritzer), 11. Friedrich Demmer, 15. Friedrich Demmer, 43. Oskar Nowak (Friedrich Demmer, Walter Feistritzer), 54. Oskar Nowak (Friedrich Demmer).

Rozhodčí: Walter Brown (USA), Axel Sando (SWE)

Vyloučení: 0:2 (využití 3:0)
ČSR: Zdeněk Jarkovský – Josef Trousílek, Miloslav Pokorný, Miroslav Sláma, František Pácalt – Ladislav Troják, Vladimír Zábrodský, Stanislav Konopásek – Václav Roziňák, Vladimír Bouzek, Karel Stibor.
Rakousko: Josef Wurm - Franz Csöngey, Egon Engel, Helfried Winger, Felix Egger - Walter Feistritzer, Oskar Nowak, Friedrich Demmer - Rudolf Wurmbrand, Friedrich Walter, Willibald Stanek.
 USA –  Belgie 13:2 (5:1, 5:0, 3:1)
18. února 1947 (15:00) – Praha (Zimní stadion Štvanice)

Branky USA: 3x Ross McIntyre, 2x Gus Galipeau, 2x Perley Grant, 2x Lowell Booten, Hector Rousseau, Allan Van, Bob Verrier, Tom Dugan.

Branky Belgie: Jef Lekens, Pierre van Reysschoot.

Rozhodčí: Jacques Lacarriere (FRA), Josef Hermann (TCH)  
USA: John Meoli - Gus Galipeau, Norm Walker, Allan Van, James Fletcher - Bob Verrier, Hector Rousseau, Perley Grant - Gerry Kilmartin, Robert Heavern, Lowell Booten - Tom Dugan.
Belgie: Henri Heirman - Percy Lippit, Jef Lekens, Charel Laurencin, Jacques Mullenders - Leon van Eeckhout, Pierre van Reysschoot, Johny Hartog - Hubert Anciaux, Raymond Lombard, Georges Hartmeyer.
 Švédsko –  Polsko 5:3 (0:1, 4:1, 1:1)
18. února 1947 (19:30) – Praha (Zimní stadion Štvanice)

Branky Švédska: 32. Holger Nurmela, 34. Holger Nurmela, 35. Rolf Pettersson, 37. Sigge Boström, 46. Erik Johansson

Branky a nahrávky Polska: 13. Hilary Skarzynski, 29. Mieczyslaw Palus (Hilary Skarzynski), 55. Hilary Skarzynski (Mieczyslaw Palus).

Rozhodčí: Peter Müller (SUI), Jiří Reissenzahn (TCH)
Švédsko: Arne Johansson - Gunnar Landelius, Rune Johansson, Åke Olsson - Bror Pettersson, Åke Andersson, Holger Nurmela - Sigge Boström, Erik Johansson, Birger Nilsson - Hans Hjelm.
Polsko: Jan Maciejko - Mieczyslaw Kasprzycki, Kazimierz Sokolowski, Andrzej Wolkowski, Henryk Bromer - Boleslaw Kolasa, Mieczyslaw Palus, Stefan Csorich - Alfred Gansiniec, Hilary Skarzynski, Tomasz Jasinski.
 Rakousko –  USA 6:5 (2:1, 2:3, 2:1)
19. února 1947 (10:00) – Praha (Zimní stadion Štvanice)

Branky Rakouska: 1:1 Walter Feistritzer, 2:1 Oskar Nowak, 3:4 Oskar Nowak, 4:4 Oskar Nowak, 5:4 Walter Feistritzer (Friedrich Demmer), 6:4 Friedrich Demmer.

Branky USA: 0:1 Perley Grant, 2:2 Ross McIntyre, 2:3 Tom Dugan (Ross McIntyre), 2:4 Perley Grant, 6:5 Lowell Booten.

Rozhodčí: Axel Sando (SWE), Vojtěch Okoličány (TCH) 
Rakousko: Alfred Huber - Franz Csöngey, Egon Engel, Helfried Winger, Felix Egger - Walter Feistritzer, Oskar Nowak, Friedrich Demmer - Rudolf Wurmbrand, Friedrich Walter - Willibald Stanek.
USA: John Meoli - Gus Galipeau, Norm Walker, Allan Van, James Fletcher - Bob Verrier, Hector Rousseau, Perley Grant - Gerry Kilmartin, Robert Heavern, Lowell Booten - Tom Dugan.
 Švédsko –  Rumunsko	15:3 (6:2, 6:0, 3:1)
19. února 1947 (16:00) – Praha (Zimní stadion Štvanice)

Branky a nahrávky Švédska: 6. Rolf Eriksson-Hemlin, 7. Rolf Eriksson-Hemlin, 8. Holger Nurmela, 4:0 Gunnar Landelius, 17. Åke Andersson (Rune Johansson), 19. Lars Ljungman, 23. Holger Nurmela, 26. Rolf Eriksson-Hemlin, 27. Lars Ljungman, 30. Lars Ljungman, 31. Lars Ljungman, 32. Lars Ljungman, 47. Lars Ljungman, 52. Rolf Eriksson-Hemlin, 54. Holger Nurmela.

Branky Rumunska: 17. Gabor Incze, 19. Lajos Incze, 43. Gabor Incze.

Rozhodčí: Jacques Lacarriere (FRA), Walter Brown (USA) 
Švédsko: Arne Johansson - Gunnar Landelius, Rune Johansson, Åke Olsson - Bror Pettersson, Åke Andersson, Holger Nurmela - Rolf Eriksson-Hemlin, Lars Ljungman, Rune Johansson - Sigge Boström.
Rumunsko: Dorion Dron – Florin Popescu, Eduard Pana, Robert Sadowski, Stefan Tomovici - Gábor Incze, Lászlo Incze, Hans Dlugos - Andrei Barbulescu, Anton Panenca, Paul Anastasiu - Ion Racovita.
 Československo –  Polsko 12:0 (3:0, 2:0, 7:0)
19. února 1947 (19:00) – Praha (Zimní stadion Štvanice)

Branky a nahrávky Československa:  7. Stanislav Konopásek, 2:0 12. Jaroslav Drobný, 3:0 12. Jaroslav Drobný, 30. Vladimír Zábrodský (Stanislav Konopásek), 40. Miroslav Sláma, 42. Stanislav Konopásek, 43. Jaroslav Drobný, 47. Stanislav Konopásek (Vladimír Zábrodský), 48. Josef Kus, 48. Jaroslav Drobný (Miloslav Pokorný), 52. Stanislav Konopásek (Miroslav Sláma), 55. Josef Kus.

Branky Polska: nikdo

Rozhodčí: André Poplimont (BEL), Josef Güldner (AUT)

Vyloučení: 2:3 (využití 0:0, v oslabení 2:0)
ČSR: Bohumil Modrý – František Pácalt, Miroslav Sláma, Miloslav Pokorný, Vilibald Šťovík – Ladislav Troják, Vladimír Zábrodský, Stanislav Konopásek – Josef Kus, Jaroslav Drobný, Karel Stibor.
Polsko: Jan Maciejko - Mieczyslaw Kasprzycki, Henryk Bromer, Kazimierz Sokolowski, Zygmund Czyzewski – Andrzej Wolkowski, Mieczyslaw Palus, Stefan Csorich – Alfred Gansiniec, Tadeusz Dolewski, Tomasz Jasinski.
 Švýcarsko –  Belgie 12:2 (3:1, 7:0, 2:1)
19. února 1947 (21:00) – Praha (Zimní stadion Štvanice)

Branky a nahrávky Švýcarska: 3. Ulrich Poltera, 11. Othmar Delnon (Retto Delnon), 16. Retto Delnon (Othmar Delnon), 21. Othmar Delnon (Hugo Delnon), 22. Othmar Delnon (Hugo Delnon), 23. Othmar Delnon (Hugo Delnon), 30. Retto Delnon (Othmar Delnon), 8:1 Ulrich Poltera (Alfred Lack), 9:1 Retto Delnon, 10:1 Retto Delnon (Othmar Delnon), 46. Heinz Hinterkirchen (Ulrich Poltera), 5. Retto Delnon.

Branky Belgie: 9. Leon van Eeckhout, 11:2 Leon van Eeckhout.

Rozhodčí: Štefan Šoltýs (TCH), Michal Polóny (TCH) 
Švýcarsko: Hans Bänninger - Heinrich Boller, Alfred Lack, Emil Handschin, Otto Schübiger - Hugo Delnon, Othmar Delnon, Reto Delnon - Pons Verges, Ulrich Poltera, Heinz Hinterkirchen.
Belgie: Henri Heirman (23. Bob van der Heyden) - Percy Lippit, Jef Lekens, Charel Laurencin, Jacques Mullenders - Leon van Eeckhout, Johny Hartog, Georges Hartmeyer - Hubert Anciaux, Raymond Lombard, Jules Dupre.
 USA –  Rumunsko 15:3 (6:0, 3:1, 6:2)
20. února 1947 (10:00) – Praha (Zimní stadion Štvanice)

Branky USA: 3x Tom Dugan, 3x Hector Rousseau, 2x Ed Cahoon, 2x Perley Grant, 2x Ross McIntyre, Lowell Booten, Bob Verrier, Gus Galipeau.

Branky Rumunska: 2x Lajos Incze, Anton Panenca.

Rozhodčí: Jack Lutta (SUI), Ulrich Lederer (AUT)
USA: Robert McCabe - Gus Galipeau, Norm Walker, Tom Dugan, James Fletcher - Bob Verrier, Hector Rousseau, Perley Grant - Ross McIntyre, Ed Cahoon, Lowell Booten.
Rumunsko: Dorion Dron – Florin Popescu, Eduard Pana, Robert Sadowski, Stefan Tomovici - Gábor Incze, Lászlo Incze, Hans Dlugos - Radu Tanase, Dede Cosman, Anton Panenca.
 Polsko –  Belgie 11:1 (1:0, 6:0, 4:1)
20. února 1947 (15:00) – Praha (Zimní stadion Štvanice

Branky a nahrávky Polska: 14. Boleslaw Kolasa (Stefan Csorich), 24. Boleslaw Kolasa, 32. Alfred Gansiniec (Hilary Skarzynski, Tomasz Jasinski), 34. Hilary Skarzynski, 36. Hilary Skarzynski, 38. Mieczyslaw Palus, 39. Mieczyslaw Palus, 42. Boleslaw Kolasa, 53. Stefan Csorich (Henryk Bromer), 57. Mieczyslaw Palus, 59. Hilary Skarzynski.

Branky Belgie: 47. Hubert Anciaux.

Rozhodčí: Josef Ženíšek (TCH), Ferdinand Winkler (TCH)
Polsko: Jan Maciejko - Mieczyslaw Kasprzycki, Henryk Bromer, Kazimierz Sokolowski, Zygmund Czyzewski – Boleslaw Kolasa, Mieczyslaw Palus, Stefan Csorich - Alfred Gansiniec, Hilary Skarzynski, Tomasz Jasinski.
Belgie: Bob van der Heyden - Jef Lekens, Jacques Mullenders, Charel Laurencin, Georges Hartmeyer - Leon van Eeckhout, Pierre van Reysschoot, Johny Hartog - Hubert Anciaux, Raymond Lombard, Jules Dupre.
 Československo –  Švýcarsko 6:1 (2:1, 2:0, 2:0)
20. února 1947 (19:30) – Praha (Zimní stadion Štvanice)

Branky a nahrávky Československa: 2. Stanislav Konopásek, 10. Stanislav Konopásek (vlastní branka - Heinrich Boller), 32. Vladimír Zábrodský, 39. Ladislav Troják, 47. Vladimír Zábrodský (Stanislav Konopásek), 50. Miloslav Pokorný (Jaroslav Drobný).

Branky a nahrávky Švýcarska: 19. Hans-Martin Trepp (Gebhard Poltera).

Rozhodčí: Carl Erhardt (GBR), Walter Brown (USA)

Vyloučení: 3:3 (využití 1:1, v oslabení 1:0)
ČSR: Bohumil Modrý – František Pácalt, Miroslav Sláma,  Josef Trousílek, Vilibald Šťovík – Ladislav Troják, Vladimír Zábrodský, Stanislav Konopásek – Josef Kus, Jaroslav Drobný, Miloslav Pokorný.
Švýcarsko: Hans Bänninger (Reto Perl) – Heinrich Boller, Alfred Lack, Emil Handschin, Otto Schübiger - Hans-Martin Trepp, Ulrich Poltera, Gebhard Poltera – Hugo Delnon, Reto Delnon, Otmar Delnon.
 Rakousko –  Rumunsko 12:1 (2:0, 5:0, 5:1)
21. února 1947 (10:00) – Praha (Zimní stadion Štvanice)

Branky Rakouska: 4x Friedrich Demmer, 2x Oskar Nowak, 2x Rudolf Wurmbrandt, 2x Johann Schneider, Felix Egger, Willibald Stanek.

Branky Rumunska: Lajos Incze.

Rozhodčí: Jaroslav Dvorský (TCH), Jaroslav Janovský (TCH)
Rakousko: Josef Wurm - Franz Csöngey, Egon Engel, Felix Egger, Willibald Stanek - Walter Feistritzer, Oskar Nowak, Friedrich Demmer - Rudolf Wurmbrand, Johann Schneider, Adolf Hafner.
Rumunsko: Gheorge Fluieras - Paul Anastasiu, Stefan Tomovici, Florin Popescu, Eduard Pana - Gábor Incze, Lászlo Incze, Hans Dlugos - Ferenc Fenke, Mihai Flamaropol, Anton Panenca - Caetan Amirovici.
 USA –  Polsko 3:2 (1:0, 1:2, 1:0)
21. února 1947 (15:00) – Praha (Zimní stadion Štvanice)

Branky a nahrávky USA: 18. Ed Cahoon, 35. Tom Dugan, 48. Lowell Booten (Ross McIntyre).

Branky a nahrávky Polska: 34. Boleslaw Kolasa (Stefan Csorich, Mieczyslaw Palus), 38. Stefan Csorich (Alfred Gansiniec).

Rozhodčí: Josef Hermann (TCH), Gustav Josek (TCH) 
USA: Robert McCabe - Gus Galipeau, Norm Walker, Allan Van, James Fletcher - Tom Dugan, Hector Rousseau, Perley Grant - Ross McIntyre, Ed Cahoon, Lowell Booten.
Polsko: Jan Maciejko - Mieczyslaw Kasprzycki, Henryk Bromer, Kazimierz Sokolowski, Zygmund Czyzewski – Boleslaw Kolasa, Mieczyslaw Palus, Stefan Csorich - Alfred Gansiniec, Hilary Skarzynski, Tomasz Jasinski.
 Československo –  Belgie	24:0 (9:0, 5:0, 10:0)
21. února 1947 (19:00) – Praha (Zimní stadion Štvanice)

Branky a nahrávky Československo: 2. Vladimír Zábrodský, 7. Jaroslav Drobný (Miloslav Pokorný), 8. Ladislav Troják (Vladimír Zábrodský), 10. Jaroslav Drobný, 11. Vladimír Zábrodský, 12. Vilibald Šťovík, 15. Ladislav Troják (Vladimír Zábrodský), 19. Miloslav Pokorný, 20. Vladimír Zábrodský, 21. Vladimír Zábrodský, 11:0 22. Vladimír Zábrodský, 12:0 22. Vladimír Zábrodský, 23. Vladimír Zábrodský, 36. Miroslav Sláma, 41. Vladimír Zábrodský, 45. Jaroslav Drobný, 46. Jaroslav Drobný (Josef Trousílek), 48. Vladimír Zábrodský, 49. Vladimír Zábrodský, 53. Jaroslav Drobný, 54. Václav Roziňákn (Josef Trousílek, Vladimír Zábrodský), 55. Vladimír Zábrodský, 56. Vilibald Šťovík, 57. Vladimír Zábrodský.

Rozhodčí: Jack Lutta (SUI), 1. třetina Waclaw Kuchar (POL), 2. a 3. třetina Axel Sando (SWE)

Vyloučení: 0:1 (využití 2:0)
ČSR: Bohumil Modrý – František Pácalt, Miroslav Sláma,  Josef Trousílek, Vilibald Šťovík – Ladislav Troják, Vladimír Zábrodský, Václav Roziňák – Josef Kus, Jaroslav Drobný, Miloslav Pokorný.
Belgie: Bob van der Heyden – Percy Lippit, Jef Lekens, Charel Laurencin, Jacques Mullenders – Leon van Eeckhout, Johny Hartog, Georges Hartmeyer – Hubert Ancieux, Jules Dupre, Johny Heneever.
 Rumunsko –  Belgie 6:4 (2:1, 3:0, 1:3)
22. února 1947 (10:00) – Praha (Zimní stadion Štvanice)

Branky a nahrávky Rumunska: 1:0 Lászlo Incze (Gábor Incze), 2:0 Lászlo Incze (Gábor Incze), 3:1 Ferenc Fenke, 4:1 Eduard Pana, 5:1 Gábor Incze, 6:3 Gábor Incze.

Branky Belgie: 2:1 Johny Hartog, 5:2 Pierre van Reysschoot, 5:3 Leon van Eeckhout, 6:4 Leon van Eeckhout.

Rozhodčí: Jack Lutta (SUI), Karel Kryštůfek (TCH)
Rumunsko: Dorion Dron - Robert Sadowski, Florin Popescu, Paul Anastasiu, Stefan Tomovici - Gábor Incze, Lászlo Incze, Ferenc Fenke - Radu Tanase, Anton Panenca, Hans Dlugos - Eduard Pana.
Belgie: Bob van der Heyden – Percy Lippit, Jef Lekens, Pierre van Reysschoot, Jacques Mullenders – Leon van Eeckhout, Johny Hartog, Georges Hartmeyer – Hubert Ancieux, Raymond Lombard, Jules Dupre.
 Švýcarsko –  Rakousko 5:0 (3:0, 0:0, 2:0)
22. února 1947 (15:00) – Praha (Zimní stadion Štvanice)

Branky a nahrávky Švýcarska: 8. Retto Delnon (Otmar Delnon), 9. Retto Delnon (Otmar Delnon), 14. Hans-Martin Trepp (Gebhard Poltera), 46. Gebhard Poltera, 5:0 Ulrich Poltera.

Branky Rakouska: nikdo

Rozhodčí: Axel Sando (SWE), Josef Fleischlinger (TCH)
Švýcarsko: Reto Perl - Heinrich Boller, Alfred Lack, Emil Handschin, Heinz Hinterkirchen - Hans-Martin Trepp, Ulrich Poltera, Gebhard Poltera – Hugo Delnon, Reto Delnon, Otmar Delnon.
Rakousko: Josef Wurm - Franz Csöngey, Egon Engel, Helfried Winger, Adolf Hafner - Walter Feistritzer, Oskar Nowak, Willibald Stanek - Rudolf Wurmbrand, Friedrich Walter, Johann Schneider.
 Československo -  Švédsko 1:2 (0:1, 0:1, 1:0)
22. února 1947 (19:30) – Praha (Zimní stadion Štvanice)

Branky a nahrávky Československa: 58. Vladimír Zábrodský (Stanislav Konopásek).

Branky a nahrávky Švédska: 1. Bror Pettersson (Holger Nurmela, Rune Johansson), 27. Rolf Eriksson-Hemlin (Lars Ljungman).

Rozhodčí: Walter Brown (USA), Ulrich Lederer (AUT)

Vyloučení: 0:2 (využití 0:0)

Diváků: 14 000
ČSR: Bohumil Modrý – Miroslav Sláma, Miloslav Pokorný, Josef Trousílek, Vilibald Šťovík – Ladislav Troják, Vladimír Zábrodský, Stanislav Konopásek - Josef Kus, Jaroslav Drobný, Karel Stibor.
Švédsko: Arne Johansson - Gunnar Landelius, Rune Johansson – Bror Pettersson, Åke Andersson, Holger Nurmela - Rolf Eriksson-Hemlin, Lars Ljungman, Rolf Pettersson.
 Švýcarsko –  Polsko 9:3 (3:1, 1:0, 5:2)
23. února 1947 (10:00) - Praha (Zimní stadion Štvanice)

Branky a nahrávky Švýcarska: 9. Gebhard Poltera (Ulrich Poltera), 11. Ulrich Poltera, 16. Ulrich Poltera (Hans-Martin Trepp), 27. Retto Delnon (Othmar Delnon), 42. Othmar Delnon (Retto Delnon), 49. Othmar Delnon, 54. Hugo Delnon, 55. Hugo Delnon, 58. Ulrich Poltera.

Branky a nahrávky Polska: 12. Alfred Gansiniec (Tomasz Jasinski), 43. Tomasz Jasinski (Alfred Gansiniec), 53. Andrzej Wolkowski (Boleslaw Kolasa).

Rozhodčí: Jacques Lacarriere (FRA), Jan Krásl (TCH)
Švýcarsko: Reto Perl - Heinrich Boller, Alfred Lack, Emil Handschin, Heinz Hinterkirchen - Hans-Martin Trepp, Ulrich Poltera, Gebhard Poltera – Hugo Delnon,Otmar Delnon, Reto Delnon. 
Polsko: Henryk Makutynowicz - Mieczyslaw Kasprzycki, Kazimierz Sokolowski, Henryk Bromer, Zygmund Czyzewski – Boleslaw Kolasa, Mieczyslaw Palus, Stefan Csorich - Alfred Gansiniec, Andrzej Wolkowski, Tomasz Jasinski.
 Rakousko –  Švédsko 	2:1 (1:0, 0:0, 1:1)
23. února 1947 (15:00) - Praha (Zimní stadion Štvanice)

Branky a nahrávky Rakouska: 4. Rudolf Wurmbrandt (Friedrich Walter), 56. Helfried Winger

Branky a nahrávky Švédska: 58. Rolf Eriksson-Hemlin (Lars Ljungman).

Rozhodčí: Vojtěch Okoličány (TCH), Peter Müller (SUI)

Vyloučení: 0:2 (Holger Nurmela, Bror Pettersson).

Diváků: 10 000 
Rakousko: Josef Wurm - Franz Csöngey, Egon Engel, Helfried Winger, Felix Egger - Walter Feistritzer, Oskar Nowak, Johann Schneider - Rudolf Wurmbrand, Friedrich Walter, Adolf Hafner.
Švédsko: Arne Johansson - Gunnar Landelius, Rune Johansson, Åke Olsson - Bror Pettersson, Åke Andersson, Holger Nurmela - Rolf Eriksson-Hemlin, Lars Ljungman, Rolf Pettersson  - Sigge Boström.
 Československo –  USA 6:1 (2:0, 1:1, 3:0)
23. února 1947 (19:30) – Praha (Zimní stadion Štvanice)

Branky a nahrávky Československa: 14. Miroslav Sláma (Ladislav Troják), 16. Josef Kus, 28. Karel Stibor (Jaroslav Drobný), 53. Jaroslav Drobný (Josef Trousílek), 54. Stanislav Konopásek (Vladimír Zábrodský), 60. Stanislav Konopásek

Branky a nahrávky USA: 30. Hector Rousseau (Gus Galipeau).

Rozhodčí: Jack Lutta (SUI), Carl Erhardt (ENG)

Vyloučení: 0:1 (využití 1:0)
ČSR: Bohumil Modrý – Miroslav Sláma, Miloslav Pokorný, Josef Trousílek, Vilibald Šťovík – Ladislav Troják, Vladimír Zábrodský, Stanislav Konopásek - Josef Kus, Jaroslav Drobný, Karel Stibor.
USA: Robert McCabe - Gus Galipeau, Norm Walker, Allan Van, James Fletcher – Bob Verrier, Hector Rousseau, Perley Grant  – Tom Dugan, Robert Heavern, Ross McIntyre.

## Statistiky

### Nejlepší střelci
| Poř. | Nejlepší střelci     | Branky |
| ---- | -------------------- | ------ |
| 1.   | Vladimír Zábrodský   | 29     |
| 2.   | Lars Ljungman        | 19     |
| 3.   | Jaroslav Drobný      | 14     |
| 3.   | Stanislav Konopásek  | 14     |
| 3.   | Oskar Nowak          | 14     |
| 6.   | Fritz Demmer         | 13     |
| 7.   | Rolf Eriksson-Hemlin | 10     |
| 7.   | Reto Delnon          | 10     |
| 9.   | Walter Feistritzer   | 9      |

### Soupiska Československa
Československo

Brankáři: Bohumil Modrý, Zdeněk Jarkovský.

Obránci: Josef Trousílek, Vilibald Šťovík,  František Pácalt, Miroslav Sláma, Miloslav Pokorný.

Útočníci: Ladislav Troják, Vladimír Zábrodský, Stanislav Konopásek, Josef Kus, Jaroslav Drobný, Karel Stibor, Václav Roziňák, Vladimír Bouzek.

Trenér: Mike Buckna.

### Soupiska Švédska
Švédsko

Brankáři: Arne Johansson, Charles Larsson.

Obránci: Rune Johansson, Gunnar Landelius, Åke Olsson.

Útočníci: Åke Andersson, Sigge Boström, Rolf Eriksson-Hemlin, Hans Hjelm, Erik Johansson, Lars Ljungman, Birger Nilsson, Holger Nurmela, Bror Pettersson, Rolf Pettersson.

Trenér: Sten Ahner.

### Soupiska Rakouska
Rakousko

Brankáři: Josef Wurm, Alfred Huber.

Obránci: Franz Csöngey, Felix Egger, Helfried Winger, Egon Engel.

Útočníci: Walter Feistritzer, Oskar Nowak, Franz Zehetmayer, Rudolf Wurmbrandt, Friedrich Walter, Johann Schneider, Friedrich Demmer, Willibald Stanek, Gerhard Springer, Adolf Hafner.

### Soupiska Švýcarska
4.  Švýcarsko

Brankáři: Hans Bänninger, Reto Perl.

Obránci: Alfred Lack, Heinrich Boller, Heinz Hinterkirchen, Emil Handschin.

Útočníci: Ulrich Poltera, Gebhard Poltera, Hans-Martin Trepp, Reto Delnon, Hugo Delnon, Othmar Delnon, Otto Schübiger, Pons Verges.

Trenér: Richard Torriani.

### Soupiska USA
5.  USA

Brankáři: Robert McCabe, John Meoli.

Obránci: James Fletcher, Gus Galipeau, Allan Van, Norm Walker.

Útočníci: Lowell Booten, Ed Cahoon, Tom Dugan, Perley Grant, Robert Heavern, Gerry Kilmartin, Ross McIntyre, Hector Rousseau, Bob Verrier.

Trenér: Herb Ralby.

### Soupiska Polska
6.  Polsko

Brankáři: Jan Maciejko, Henryk Makutynowicz.

Obránci: Mieczyslaw Kasprzycki, Henryk Bromer, Kazimierz Sokolowski, Zygmund Czyzewski.

Útočníci: Andrzej Wolkowski, Mieczyslaw Palus, Stefan Csorich, Alfred Gansiniec, Tadeusz Dolewski, Tomasz Jasinski, Hilary Skarzynski, Boleslaw Kolasa, Ernest Ziaja.

Trenér: Waclaw Kuchar.

### Soupiska Rumunska
7.  Rumunsko

Brankáři: Dorion Dron, Gheorge Fluieras.

Obránci: Robert Sadowski, Paul Anastasiu, Radu Tanase, Stefan Tomovici.

Útočníci: Eduard Pana, Gabor Incze, Lajos Incze, Hans Dlugos, Mihai Flamaropol, Florin Popescu, Ion Racovita, Anton Panenca, Ferenc Fenke, Caetan Amirovici, Andrei Barbulescu, Dede Cosman.

### Soupiska Belgie
8.  Belgie

Brankáři: Bob van der Heyden, Henri Heirman, Milo Jahn.

Obránci: Percy Lippit, Jef Lekens, Charel Laurencin, Jacques Mullenders.

Útočníci: Leon van Eeckhout, Johny Hartog, Georges Hartmeyer, Hubert Anciaux, Jules Dupre, Johny Haneveer, Pierre van Reysschoot, Raymond Lombard, Bob van der Heyden.

Trenér: Carlos van den Driessche.

## Zajímavost
Z důvodu, že se na začátek turnaje nedostavil ani jeden z nominovaných brankářů belgické reprezentace, musel se v prvním zápase Belgie proti Švédsku postavil do brankoviště belgický fanoušek Milo Jahn, který hokej nikdy nehrával. Zápas skončil prohrou Belgie 24:1.